# NGC 2708
NGC 2708 (другие обозначения — NGC 2727, MCG 0-23-15, ZWG 5.34, IRAS08535-0309, PGC 25097) — спиральная галактика (Sb) в созвездии Гидры. Открыта Уильямом Гершелем в 1785 году. В 1826 году Джон Гершель наблюдал галактику и записал её координаты с ошибкой, в результате галактика получила ещё одно обозначение NGC 2727.
Кривая вращения галактики заметно отличается от типичной для галактик, а следовательно, отличается и распределение плотности в галактике: в диапазоне радиусов от 0,1 до 0,7 радиуса галактики кривая вращения возрастает, а плотность понижается гораздо медленнее, чем в других галактиках. Галактика имеет линзу и бар.
Этот объект входит в число перечисленных в оригинальной редакции «Нового общего каталога».
Галактика NGC 2708 входит в состав группы галактик NGC 2708. Помимо NGC 2708 в группу также входят NGC 2695, NGC 2699 и NGC 2706.